# Nassib Lahoud
Nassib Lahoud (ur. 23 listopada 1944 w Baabdat, zm. 2 lutego 2012 tamże) – libański polityk, był jednym z potencjalnych kandydatów w wyborach prezydenckich w 2007 roku.

## Życiorys
Nassib Lahoud ukończył studia inżynieryjne w Wielkiej Brytanii. Krótko później założył firmę Lahoud Engineering Co. Ltd., aktywną w rejonie Bliskiego Wschodu.
W 1990 roku brał udział w konferencji w Taif w Arabii Saudyjskiej, która zaskutkowała podpisaniem porozumienia kończącego długoletnią libańską wojnę domową. Zakulisowy udział Lahouda w negocjacjach przyczynił się do objęcia przez niego stanowiska ambasadora w USA. W 1991 roku Lahoud został wybrany maronickim parlamentarzystą z regionu Matn. Ponownie w skład parlamentu wszedł po wyborach w 1992, 1996 oraz w 2000 roku.
Od początków swojej aktywności politycznej sytuował się w opozycji do prosyryjskich władz, które rządziły w tym czasie Libanem. Sprzeciwiał się mieszaniu się Syrii w libańską politykę i sprawy wewnętrzne. Głosował przeciw poprawkom konstytucyjnym narzuconym przez Syrię, a rozszerzającym mandat prezydentów Eliasa Hrawi w 1995 roku oraz Emila Lahouda w 2004 roku.
W 2001 roku Nassib Lahoud dołączył do ruchu Kurnet Szehwan, grupy chrześcijańskich prominentnych działaczy opozycji pod patronatem maronickiego patriarchy Nasrallaha Piotra Sfeira.
W tym samym roku założył razem z około 250 działaczami politycznymi i intelektualistami, Ruch Demokratycznej Odnowy. Ruch określa się jako ugrupowanie laickie i reformistyczne oraz ma szerokie poparcie w kręgach inteligencji. Ruch Odnowy Demokratycznej jest członkiem Sojuszu 14 Marca, antysyryjskiej koalicji rządzącej w Libanie od 2005 roku. Ruch posiada tylko jeden mandat w parlamencie. W 2005 roku Nassib Lahoud wziął udział w wyborach parlamentarnych w okręgu Matn, przegrał jednak z Michelem Aounem, politykiem prosyryjskim.
Nassib Lahoud był od 1995 roku uważany za jednego z poważniejszych kandydatów do urzędu prezydenta kraju. Mimo przegranej w wyborach parlamentarnych ogłosił, że zamierza ubiegać się o fotel prezydencki w wyborach prezydenckich we wrześniu 2007 roku. Wybory nie odbyły się w terminie i były wielokrotnie przesuwane z powodu konfliktu prozachodniego rządu Fouada Siniory z prosyryjską opozycją co do obsady urzędu. Ostatecznie kompromisowym kandydatem został generał Michel Sulaiman.